# Portocannone
Portocannone (arberesül Portkanuni) község (comune) Olaszország Molise régiójában, Campobasso megyében.

## Fekvése
A megye északkeleti részén fekszik. Határai: Campomarino, Guglionesi, San Martino in Pensilis és Termoli.

## Története
A település első említése 1175-ből származik. A következő századokban nemesi birtok volt. A 16. században albán menekültek telepedtek le, akiket a törökök űztek el országokból. A 19. században nyerte el önállóságát, amikor a Nápolyi Királyságban felszámolták a feudalizmust.

## Népessége
A népesség számának alakulása:

## Főbb látnivalói
- Palazzo Cini-Tanasso
- Santissimi Pietro e Paolo-templom